# Asociación de Clubs de Baloncesto
L'Asociación de Clubs de Baloncesto (ACB) és una organització esportiva espanyola formada per clubs professionals de basquetbol i encarregada de vetllar pels interessos dels seus associats.
Es creà el 3 de març de 1982, per iniciativa d'Eduard Portela, i des de 1983 organitza la Lliga ACB de bàsquet, continuadora de la Lliga espanyola de bàsquet que des de 1957 organitzava la Federació Espanyola de Basquetbol. Té la seu a Barcelona i des de 1990 és presidida pel mateix Eduard Portela. A més, fou impulsora de la creació, l'any 1991, de la Unió de Lligues Europees de Basquetbol (ULEB).

## Clubs de la temporada 2016/2017
| - Baloncesto Fuenlabrada - Basket Zaragoza 2002 - Bàsquet Club Andorra - Bàsquet Manresa - Club Baloncesto Canarias - Club Baloncesto Estudiantes - Club Baloncesto Gran Canaria - Club Baloncesto Málaga - Club Baloncesto Murcia |  | - Club Basket Bilbao Berri - Club Deportivo Baloncesto Sevilla - Obradoiro Clube de Amigos do Baloncesto - Club Joventut de Badalona - Saski Baskonia - Secció de bàsquet del Futbol Club Barcelona - Secció de bàsquet del Reial Madrid Club de Fútbol - València Basket Club |  |  |

## Altres clubs que han passat per l'ACB (i Primera Divisió) (1983-2012)[2]

### Catalunya
- BIM (Barcelona)
- Cercle Catòlic de Badalona
- Club Bàsquet Aismalíbar (Montcada i Reixac)
- Club Bàsquet Calella
- Club Bàsquet Girona
- Club Bàsquet L'Hospitalet (L'Hospitalet)
- Club Bàsquet Mollet (Mollet del Vallès)
- Club Esportiu Laietà (Barcelona)
- Club Esportiu Lleida Basquetbol
- Club Orillo Verde (Sabadell)
- CP Sant Josep (Badalona)
- Granollers Esportiu Bàsquet
- Juventus Atlètic Club
- La Salle Barcelona
- La Salle Josepets (Barcelona)
- Picadero Jockey Club (Barcelona)
- Reial Club Deportiu Espanyol de Barcelona
- SS Patrie (Barcelona)
- Unió Esportiva Mataró
- Unió Esportiva Montgat
- Unió Esportiva i Recreativa Pineda de Mar

### País Valencià
- BAC València
- Club Bàsquet Llíria
- CU Deportes (València)
- Dimar València
- FUE València
- Gim. València
- Marcol LA (València)
- Regimiento de Infantería (València)
- Club Bàsquet Lucentum (Alacant)

### Illes Balears
- Club Deportivo Hispania (Palma)
- CN Palma
- Menorca Bàsquet

### Comunitat de Madrid
- Club Baloncesto Cajamadrid (Madrid)
- Real Canoe Natación Club (Madrid)
- Club Agromán (Madrid)
- Club Atlético de Madrid (Madrid)
- Club Baloncesto Collado Villalba (Collado Villalba)
- Club Deportivo Iberia (Madrid)
- Club Hesperia (Madrid)
- Club Baloncesto Inmobanco (Madrid)
- CU Mercantil (Madrid)
- Club Vallehermoso OJE (Madrid)
- Club YMCA España (Madrid)
- Liceo Francés (Madrid)
- Rayo Club de Madrid (Madrid)
- SEU Madrid (Madrid)
- S. Gimnástica (Madrid)

### País Basc
- Atlético San Sebastián
- Club Águilas Escolapios (Bilbao)
- Club Askatuak de Baloncesto (Sant Sebastià)
- CN Vitoria
- Dicoproga Baloncesto (Sant Sebastià)
- Juventus de Bilbao
- San Sebastián Gipuzkoa Basket Club
- Sociedad Deportiva Kas (Bilbao)

### Aragó
- Cerbuna (Saragossa)
- Club Baloncesto Zaragoza
- Club Deportivo Huesca
- Club Deportivo Peñas Recreativas (Osca)
- Centro Natación Helios (Saragossa)
- Club Tenis Zaragoza
- Club Tritones (Saragossa)
- Moncayo (Saragossa)
- Real Zaragoza
- Rto. Pontoneros

### Extremadura
- Cáceres Club Baloncesto

### Galícia
- Club Baloncesto Breogán
- Club Baloncesto Organización Atlética Recreativa (Ferrol)
- Club Bosco (La Corunya)
- Club Obradoiro (Santiago de Compostel·la)
- Club Ourense Baloncesto (Ourense)
- EN Bazán (Ferrol)
- Estudiantes Vigo
- Galicia Orense (Ourense)
- Juventus de Galícia
- Rtr Lugo

### Illes Canàries
- Club Baloncesto Telde (Telde, Gran Canària)
- Tenerife Amigos del Baloncesto
- Tenerife Baloncesto

### Andalusia
- Club Baloncesto Ciudad de Huelva
- Club Baloncesto Maristas de Málaga
- Club Deportivo Oximesa (Granada)
- Sevilla Fútbol Club
- Club Baloncesto Granada

### Castella i Lleó
- Club Baloncesto León
- Club Baloncesto Salamanca
- Club Baloncesto Valladolid
- SF Valladolid

### Astúries
- ED Gijón
- G. Covadonga (Gijón)
- Gijón Baloncesto (Gijón)
- Joventud Gijón
- Lapoli Oviedo

### Múrcia
- FJ Murcia

### Cantàbria
- Cantabria Baloncesto